# Murailles de Montepescali
Les murailles de Montepescali (en italien mura di Montepescali) constituent le principal système défensif du village de Montepescali, frazione de la commune de Grosseto, en Toscane.

## Histoire
Le cercle de murailles a été construit, en plusieurs étapes, au Moyen Âge autour du centre historique de Montepescali. Dans les périodes ultérieures, des rénovations ont été effectuées qui, tout en gardant intact le périmètre du mur, ont incorporé certaines de ses sections dans les murs extérieurs de certains bâtiments résidentiels, parmi lesquels subsistent cependant de grandes sections de murs à courtines.
Les murs ont été construits selon une forme elliptique, avec le plus grand diamètre disposé le long de l'axe nord-sud, avec deux portes d'accès (Porta Vecchia et Porta Nuova) et diverses tours de guet adossées aux remparts (sept à section quadrangulaire et quatre à section semi-circulaire) . ; au XVIe siècle, le bastion à trois pointes a été ajouté à l'extrémité sud pour renforcer encore le système défensif.

## Description
Les remparts de Montepescali conservent encore le plan elliptique, les deux portes d'accès d'origine (dont l'une s'est partiellement effondrée au XIXe siècle) auxquelles la porte routière a été ajoutée au cours du XXe siècle au bastion à trois pointes.
Actuellement, le cercle comporte des sections de murailles à courtines à ciel ouvert, avec des sections incorporées dans les murs extérieurs de certains bâtiments. Les revêtements, presque entièrement en pierre, ont conservé presque inchangés les éléments stylistiques médiévaux d'origine.
Des anciennes tours adossées à l'extérieur du périmètre, seules quelques-unes sont restées pratiquement intactes ; toutes les autres ont été transformées en maisons-tours à une époque plus moderne, tout en conservant discrètement leur aspect d'origine. Parmi elles, la Torre del Guascone du côté nord-est et la Torre del Belvedere du côté ouest des murs se distinguent.
Le bastion à trois pointes, situé à l'extrémité sud de l'enceinte de la ville, a subi quelques modifications au XXe siècle, à la fois pour permettre l'accès des bus et pour créer une terrasse panoramique.

## Galerie

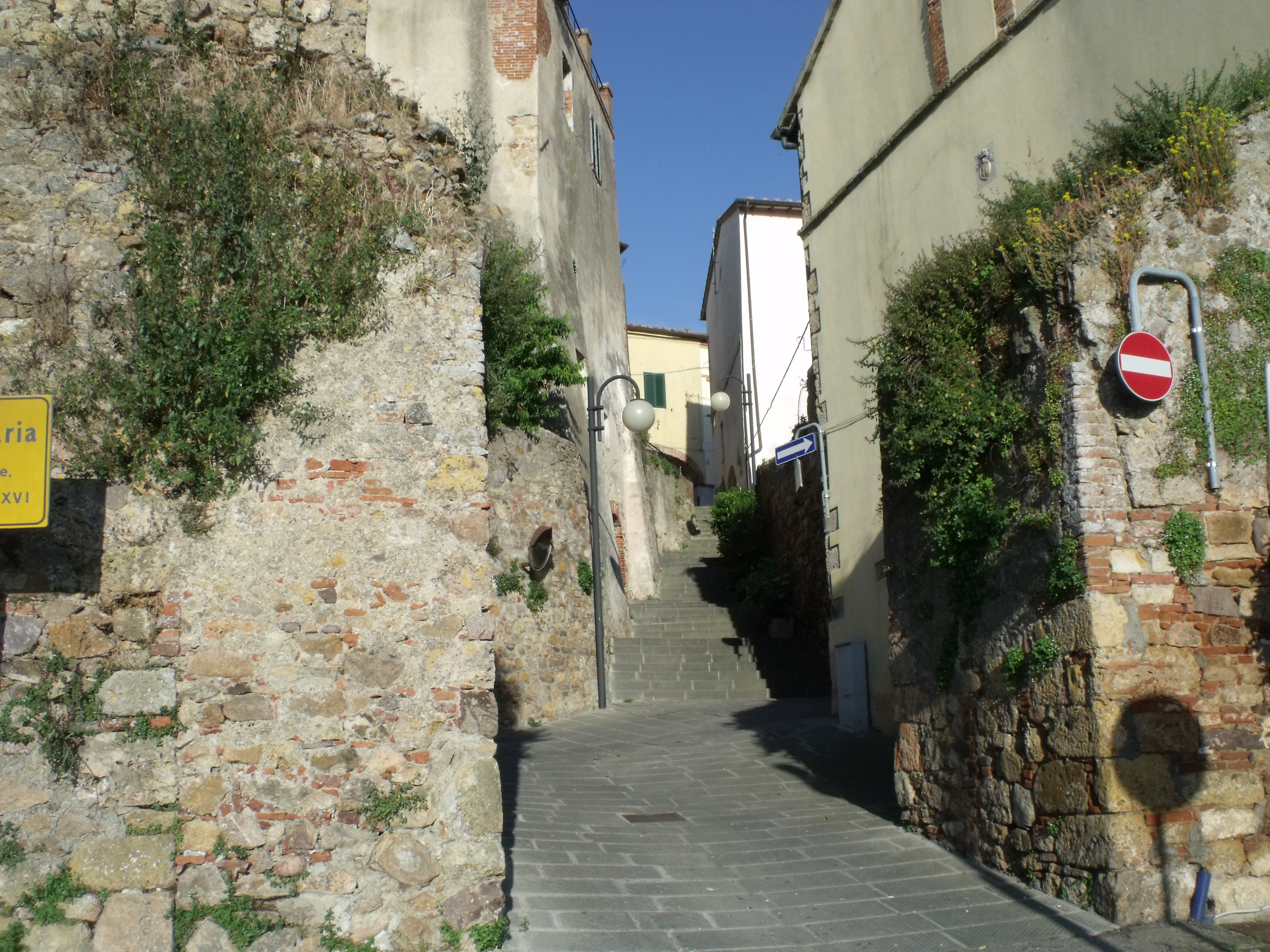
La Porta Vecchia.
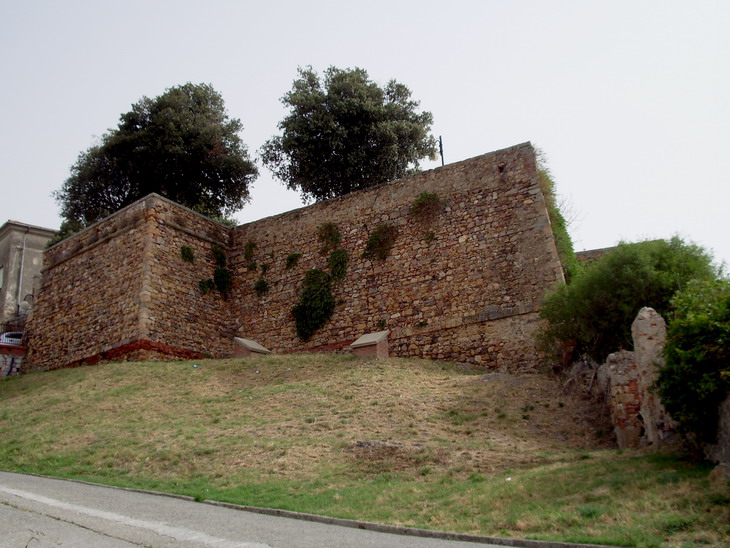
Le bastion à trois pointes.
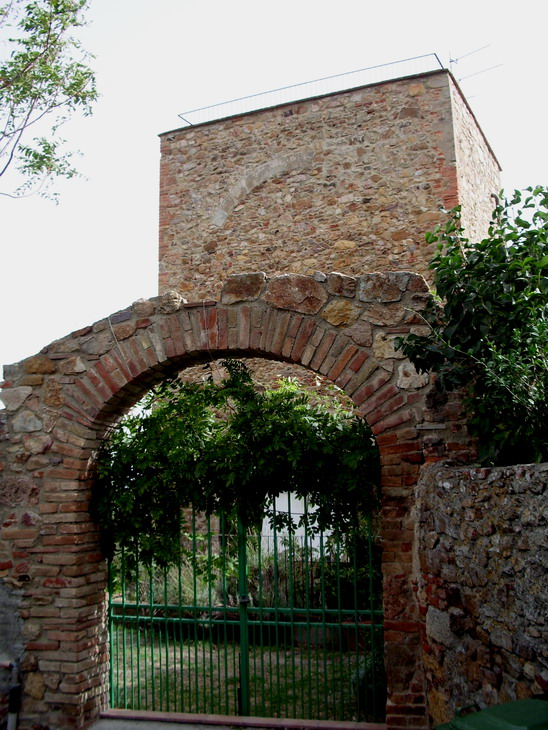
la Torre des Guascone.